# Àlbum d'estudi
Un àlbum d'estudi és un àlbum musical consistent en una selecció de cançons gravades en un estudi d'enregistrament.
La diferència d'un àlbum d'estudi amb un àlbum recopilatori (el qual també sol contenir cançons d'estudi), és que l'àlbum d'estudi inclou temes nous gravats per l'artista, mentre que el recopilatori, precisament compila material publicat amb anterioritat i ja conegut.
Usualment no contenen enregistraments en viu o remixes, i si els té solen aparèixer com bonus tracks, i componen una petita part de l'àlbum.
En estar preparats, els àlbums d'estudi contenen gran quantitat d'agregats de producció, com a efectes de so, sons orquestrals, etc.